# 仰光北县
仰光北县，是缅甸仰光省历史上管辖的一个旧县。

## 历史沿革
2022年4月30日，缅甸政府撤销仰光北县，以永盛镇区、莱达雅东镇区和莱达雅西镇区析设永盛县，以明加拉顿镇区和瑞必达镇区析设明加拉顿县，以岱枝镇区析设岱枝县，以莱古镇区析设莱古县，以茂比镇区和坦德宾镇区析设茂比县。

## 行政区划
2022年，仰光北县下辖永盛镇区、莱达雅东镇区、莱达雅西镇区、明加拉顿镇区、瑞必达镇区、莱古镇区、茂比镇区、坦德宾镇区和岱枝镇区9个镇区。